# Јасјењ
Јасјењ (пољ. Jasień) је град у Пољској у Војводству Лубушком у Повјату жарском. Према попису становништва из 2011. у граду је живело 4.515 становника.

## Становништво
Према прелиминарним подацима са пописа, у граду је 2011. живело 4.515 становника.
| 2002. | 2011. | 2012. |
| ----- | ----- | ----- |
| 4.690 | 4.515 | 4.455 |

## Партнерски градови
- Деберн